# Соколов, Геннадий Дмитриевич
Генна́дий Дми́триевич Соколо́в (25 июля 1927 — 4 апреля 1991) — советский дипломат. Чрезвычайный и полномочный посол.

## Биография
Окончил МГИМО (1950) и  Высшую дипломатическую школу МИД СССР (1964). На дипломатической работе с 1950 года.
- В 1950—1951 годах — сотрудник Посольства СССР в КНР.
- В 1951—1952 годах — сотрудник генерального консульства СССР Тяньцзине (КНР).
- В 1952—1954 годах — сотрудник Посольства СССР в КНР.
- В 1954—1958 годах — сотрудник центрального аппарата МИД СССР.
- В 1958—1962 годах — сотрудник Посольства СССР в Пакистане.
- В 1962—1964 годах — слушатель Высшей дипломатической школы МИД СССР.
- В 1964—1966 годах — на ответственной работе в центральном аппарате МИД СССР.
- В 1966—1969 годах — советник Посольства СССР в Сенегале.
- В 1969—1971 годах — советник-посланник Посольства СССР в Мали.
- В 1971—1972 годах — на ответственной работе в центральном аппарате МИД СССР.
- С 13 июня 1972 по 22 августа 1978 года — чрезвычайный и полномочный посол СССР в Нигере[1].
- В 1978—1984 годах — сотрудник центрального аппарата МИД СССР.
- С 17 ноября 1984 по 23 августа 1990 года — чрезвычайный и полномочный посол СССР в Руанде[2][3].

## Дипломатический ранг
- Чрезвычайный и полномочный посол